# Fiasco (banda)
Fiasco fue una banda proveniente de Brooklyn formada en octubre de 2005 por Jonathan Edelstein (voz y guitarra), Julian Bennett Holmes (batería) y Lucian Buscemi (bajo y voz), aunque los tres son Multiinstrumentistas. Fueron reconocidos por su música intensa y sus energéticos shows en directo. La banda estaba influenciada por bandas hardcore punk de los años 1980 como Minor Threat, Flipper y Bad Brains, como también por bandas noise rock e indie rock posteriores como Lightning Bolt, Fugazi y Shellac y bandas math rock como Hella y Don Caballero.

## Historia
Fiasco se formó en 2005 en al barrio Park Slope de Brooklyn, Nueva York. El 24 de junio de 2007, lanzaron God Loves Fiasco, su álbum debut de 23 canciones, lanzado por su propia discográfica, Beautiful Records; recibieron críticas positivas por parte de la revista Spin entre otras.
En mayo de 2008, la banda anunció su cantrato con Impose Records, una disquera independiente de Brooklyn. Desde Impose lanzaron un nuevo álbum titulado Native Canadians, en formato CD y vinilo. En junio del mismo año anunciaron en su MySpace oficial su primera gira nacional comenzando en agosto de ese año, promocionando Native Canadians antes de su lanzamiento el 14 de octubre. En agosto, lanzaron el primer videoclip de la banda en Pitchfork Media, de la canción instrumental "Oh, You Horny Monter!".
En 2009, la banda The Homosexuals anunciaron que Fiasco, junto a los ya existentes miembros Bruno Wizard y Mike Dos Santos, se integrarían a la nueva formación de la banda.
En julio de 2012, después de siete años, la banda anunció su retiro debido a otros compromisos.

## Prensa y cine
Recientemente han ganado la atención de Spin, Oh My Rockness, CMJ, The New York Times, New York Magazine, entre otros.
La canción de Fiasco "0157: H7 (Spy Song)" se puede escuchar en la película Interview de Steve Buscemi (padre del bajista de la banda, Lucian Buscemi). También aparecen en el documental Joe Strummer: The Future Is Unwritten, que muestra a la banda tocando al comienzo de la película en el Festival de cine de Sarajevo.

## Discografía
- God Loves Fiasco (Beautiful Records, 2007)
- Native Canadians (Impose Records, 2008)
- Fabulous Bozo EP (solo por internet, 2009)